# (73391) 2002 LJ14
(73391) 2002 LJ14 – planetoida z pasa głównego asteroid okrążająca Słońce w ciągu 4,14 lat w średniej odległości 2,58 j.a. Odkryta 6 czerwca 2002 roku.